# Окчипинти, Мария
Мария Окчипинти (итал. Maria Occhipinti; 29 июля 1921, Рагуза (Сицилия) — 20 августа 1996, Рим) — деятельница анархо-феминистского движения в Италии.

## Биография
Родилась в сицилийской Рагузе в 1921 году.
В 1944 году она вступила в Итальянскую коммунистическую партию и принимала участие в народном восстании против призыва солдат в 1945 году. Была арестована и познакомилась с анархистами. Вместе с ними она затем продолжила борьбу за освобождение товарищей, остававшихся в заключении.
В условиях консервативной Сицилии она, как и другие общественно активные женщины, противостоявшие патриархальным гендерным ролям, она подверглась травле со стороны соседей и собственной семьи. Поэтому она переехала в Неаполь, много путешествовала.
Известность Окчипинти получила благодаря своей автобиографии «Женщина из Рагузы» («Una donna di Ragusa»), впервые опубликованной в 1957 году. Впрочем, книга оставалась незамеченной вплоть до её переиздания в 1976 году, когда ей была присуждена литературная премия.
Хотя Окчипинти во многом предвосхитила феминистское движение Италии 1970-х годов, но она критиковала само это движение в это время. По её мнению, истинный феминизм должен был не ограничиваться сексуальным освобождением, а стремиться к освобождению от всякого вида угнетения. Принцип «лидерства» должен быть преодолён, и женщины должны прекратить стремиться к институционализированной власти. Революция должна произойти и в повседневной жизни, в семье. Среди прочего, Окчипинти обличала социал-расистское презрение женщин с севера Италии к женщинам юга страны.